# Рамазян, Фрунзе Ишханович
Фрунзе Ишханович Рамазян — советский хозяйственный и государственный деятель, лауреат Государственной премии СССР за выдающиеся достижения в труде.

## Биография
Родился в 1945 году в Армянской ССР.
В 1962—1964 — ученик электрослесаря, электрослесарь Алавердского ГМК.
В 1964—1967 — военнослужащий Советской армии.
В 1967—1970 — аппаратчик, в 1970—1991 — старший аппаратчик Алавердского горно-металлургического комбината Министерства цветной металлургии СССР.
За большой личный вклад в повышение производительности работы металлургического и горнодобывающего оборудования был в составе коллектива удостоен Государственной премии СССР за выдающиеся достижения в труде 1984 года.
Депутат Верховного Совета СССР 11-го созыва.
Жил в Алаверди.

## Награды
- Орден Трудовой Славы II степени (1986)
- Орден Трудовой Славы III степени (1978)